# رویه خط‌دار

تعریف رویه خط‌دار

در فضای اقلیدسی رویه خط‌دار (انگلیسی: Ruled surface) رویه‌ای است که از هر نقطهٔ آن خطی می‌گذرد که کاملاً روی رویه آن قرار دارد؛ بنابراین رویه با خطوط مستقیمی به نام «خطوط جاری» یا «مولدهای مستقیم‌الخط» پوشیده می‌شود که یک خانوادهٔ یک پارامتری وابسته به یک پارامتر را تشکیل می‌دهند. رویه جانبی استوانه، هذلولی‌گون رویه مخروطی با هادی بیضوی، و پیچوار نمونه‌های رویه خط‌دارند.
رویه‌های خط دار را می‌توان با حرکت دادن یک خط مستقیم تولید کرد.
بنابر این تعریف، این رویه‌ها شامل خانوادهای پیوسته از خط‌های مستقیم هستند که به مولدها موسومند.
از نظر هندسی رویه‌های خط‌دار تا بینهایت ادامه دارند، چرا خط‌های مستقیم تا بی‌نهایت ادامه دارند. برای سهولت بحث در این مدخل تنها به جای همهٔ خط مستقیم تنها بخشی از آن (یک پاره‌خط) به‌عنوان خط مولد استفاده شده‌است که بخشی منتهی و کراندار از رویه خط‌دار را تولید می‌کند.

## تولید صفحهٔ خط‌دار با حرکت دادن یک خط مستقیم در راستای منحنی هادی
منحنی {\displaystyle c_{1}} منحنی هادی است و مطلوب است که یک نقطه روی خط مستقیم (یا پاره‌خط) {\displaystyle g} را در راستای این منحنی حرکت دهیم. یک نقطه به‌تنهایی نمی‌تواند موقعیت یک خط مستقیم را تعیین کند و برای این امر نیاز به جهت آن هم داریم که هنگام حرکت در راستای {\displaystyle c_{1}} به‌صورت پیوسته تغییر می‌کند.
گیریم {\displaystyle c(u)} نمایش پارامتریک منحنی هادی {\displaystyle c_{1}} باشد و {\displaystyle d(u)} معرف بردار تغییر جهت خط مستقیمی که در حرکت است. برای محاسبهٔ موقعیت نقطهٔ دلبخواهی {\displaystyle x} رو رویه خط‌دار تولید شده، بردارد {\displaystyle c(u)} و {\displaystyle v\cdot d(u)} را با هم جمع می‌کنیم. بنابراین معادلهٔ پارامتریک رویه خط‌دار عبارت است از:
{\displaystyle x(u,v)=c(u)+v\cdot d(u)}
اگر جهت {\displaystyle d} ثابت باشد، نتیجه استوانه است که حالت خاص رویه خط‌دار محسوب می‌شود.

## مخروط‌گون
اگر خط مستقیم {\displaystyle c_{1}} خط هادی و {\displaystyle g} مولدی باشد که با {\displaystyle c_{1}} زاویهٔ قائم بسازد و تنها بتوان به دور محور خط هادی {\displaystyle g} را چرخاند، رویه حاصل حالت خاصی از مخروط‌گون خواهد بود. با استفاده از محور {\displaystyle z}-ها به عنوان خط هادی {\displaystyle c_{1}}، معادلهٔ پارامتریک این خط را می‌توان {\displaystyle c(u)=(0,0,u)} دانست. از آنجاکه مولد {\displaystyle g} بر محور {\displaystyle z}-ها عمود است، مختصات بردارهای جهت {\displaystyle d(u)} به صفر میل می‌کند. معادلهٔ پارامتریک این بردارها را می‌توان به شکل {\displaystyle d(u)=cos(f(u),sin(g(u)),0)} نوشت. اینجا {\displaystyle f(u)} و {\displaystyle g(u)} توابع پارامتر ارزش (ارتفاع) {\displaystyle u} در راستای خط هادی هستند. بنابر این، معادلهٔ پارامتریک رویه خط‌دار تولیدشده عبارت است از:
{\displaystyle x(u,v)=v.cos(f(u)),}
{\displaystyle y(u,v)=v.sin(g(u)),}
{\displaystyle z(u,v)=u.}
توابع {\displaystyle f(u)} و {\displaystyle g(u)} تغییر در جهت مولد و شکل نهایی مخروط‌گون را کنترل می‌کنند.

## نوار موبیوس
گیریم دایره {\displaystyle c_{1}} منحنی هادی باشد و پاره‌خط {\displaystyle g} به‌گونه‌ای حرکت داده‌شود که یکی از نقاط روی آن در راستای {\displaystyle c_{1}} حرکت کنند و همزمان {\displaystyle g} به‌شکل پیوسته به دور {\displaystyle c_{1}} بچرخد به‌شکلی که همواره بر آن عمود باشد. پاره‌خط وقتی به نقطهٔ شروع بازگردد نیم دور چرخیده است. بنابراین نقطهٔ پایان {\displaystyle g} نقطهٔ آغازش خواهد بود.
برای به‌دست آوردن معادلهٔ پارامتریک نوار موبیوس، ابتدا دایرهٔ هادی {\displaystyle c_{1}} را به‌شکل {\displaystyle c(u)=(r\cdot \cos {u},r\cdot \sin {u},0)} تعریف می‌شود. چرخش مولد بر صفحهٔ نرمال دایره با زاویهٔ {\displaystyle {\frac {u}{2}}} خواهد بود. بنابراین با استفاده از مقدار {\displaystyle d(u)=(\cos {\frac {u}{2}}\cdot \cos {u},\cos {\frac {u}{2}}\cdot \sin {u},\sin {\frac {u}{2}})}، یک معادلهٔ پارامتری برای نوار موبیوس عبارت خواهد بود از:
{\displaystyle x(u,v)=r\cdot \cos {u}+v\cdot \cos {\frac {u}{2}}\cdot \cos {u}}
{\displaystyle y(u,v)=r\cdot \sin {u}+v\cdot \cos {\frac {u}{2}}\cdot \sin {u}}
{\displaystyle y(u,v)=v\cdot \cos {\frac {u}{2}}}
می‌توان در این معادله عبارت {\displaystyle {\frac {u}{2}}} را با تابع {\displaystyle f(u)} جایگزین کرد. شکل نهایی نوار موبیوس را این تابع مشخص می‌کند.

## رویه خط‌دار با وصل‌کردن نقاط متناظر دو منحنی
با وصل کردن نقاط متناظر روی دو منحنی فضایی {\displaystyle c_{1}(u)} و {\displaystyle c_{2}(u)} یک رویه خط‌دار تولید می‌شود. نقاط متناظر نقاطی هستند که پارامتر {\displaystyle u} یکسانی دارند. بستهٔ به نمایش پارامتری دو منحنی، با همان دو منحنی {\displaystyle c_{1}(u)} و {\displaystyle c_{2}(u)} می‌توان تعداد بیشماری رویه خط‌دار تولید کرد.
به دلیل آزادی تقریباً کامل در انتخاب منحنی‌های هادی و نمایش پارامتری آن‌ها، این روش گستردگی بسیاری در ایجاد اشکال مختلف دارد.

## سهمی‌گون هذلولی
سهمی‌گون‌های هذلولی خواص استاتیکی مثبتی دارند که در ساخت پوسته‌هایی با دهانهٔ بزرگ و ضخامت کم به‌کار می‌آید و ازین رو عناصری رایج در طراحی معماری هستند.
برای تولید سهمی‌گون هذلولی، دو پاره‌خط مورب {\displaystyle ab} و {\displaystyle dc} و نمایش پارامتری برای نشان دادن نقاط متناظر {\displaystyle p} و {\displaystyle q} روی آن دو پاره‌خط در نظر گرفته می‌شود. آن‌گاه خط رویه‌ای {\displaystyle g} با وصل کردن نقاط {\displaystyle p} و {\displaystyle q} به همدیگر به‌دست می‌آید.
به‌صورت دستی، این کار را به‌راحتی و با تقسیم کردن {\displaystyle ab} و {\displaystyle dc} به نسبت‌های یکسان می‌توان انجام داد، یعنی {\displaystyle dist(a,p):dist(p,b)=dist(d,q):dist(q,c)}. برای یافتن نمایشی پارامتری از رویه سهمی‌گون هذلولی، بردارهای موقعیت نقاط {\displaystyle p} و {\displaystyle q} محاسبه می‌شود و {\displaystyle p(u)=a+u\cdot (b-a)=(1-u)\cdot a+u\cdot b} و {\displaystyle q(u)=(1-u)\cdot d+u\cdot c} به دست می‌آید. سپس نقطهٔ فرضی {\displaystyle x} روی خط رویه‌ای {\displaystyle g(u)} که نقاط {\displaystyle p} و {\displaystyle q} را به هم وصل می‌کند محاسبه می‌شود:
{\displaystyle x=(1-v)\cdot p+v\cdot q=(1-v)\cdot [(1-u)\cdot a+u\cdot b]+v\cdot [(1-u)\cdot d+u\cdot c]}
در نهایت این نمایش را می‌توان به شکل زیر گسترش داد:
{\displaystyle x(u,v)=(1-v)\cdot (1-u)\cdot a+(1-v)\cdot u\cdot b+v\cdot (1-u)\cdot d+v\cdot u\cdot c}
اگر مقدار پارامتری‌های {\displaystyle u} و {\displaystyle v} بین صفر و یک باشد، نقطهٔ روی رویه سهمی‌گون هذلولی به‌دست آمده در محدودهٔ متوازی‌الأضلاع {\displaystyle abcd} محصور خواهد بود. اگر مقداری بیشتر از یک یا کمتر از صفر به این پارامترها داده شود نقطه‌ای بیرون از این محدوده روی رویه بدست خواهد آمد.
نمایش پارامتری رویه سهمی‌گون هذلولی نسبت به هر دو پارامتر {\displaystyle u} و {\displaystyle v} خطی است. می‌توان آن را به شکل زیر بازنویسی کرد:
{\displaystyle x(u,v)=(1-u)\cdot [(1-v)\cdot a+v\cdot d]+u\cdot [(1-v)\cdot b+v\cdot c]}
اگر {\displaystyle r(v)=(1-v)\cdot a+v\cdot d} و {\displaystyle s(v)=(1-v)\cdot b+v\cdot c} مکان بردارهای نقاط {\displaystyle r} و {\displaystyle s} باشند، می‌توان خانواده‌ای دیگر از خطوط مستقیم رویه‌ای ({\displaystyle h(v)}) بدست آورد که با تقسیم پاره‌خط‌های {\displaystyle ad} و {\displaystyle bc} به نسبت‌های یکسان تولید می‌شود.
همهٔ خط‌های رویه‌ای یک سهمی‌گون هذلولی که متعلق به یک خانواده باشند با یک «صفحهٔ هادی» موازی‌اند. به‌عبارت دقیق‌تر، هر صفحهٔ {\displaystyle D} که موازی دو خط رویه‌ای مجازی از یک خانواده باشد به مجموعه‌ای از صفحه‌های موازی تعلق دارد. هر سهمی‌گون هذلولی دو خانواده از این صفحه‌های هادی دارد که هر خانواده متناظر یک خانواده از خطوط رویه‌ای آنند.
سهمی‌گون هذلولی تنها یک صفحهٔ مماس دارد که به هر دو خانواده صفحه‌های هادی عمود باشد. نقطه‌ای که در آن این صفحه بر رویه سهمی‌گون هذلولی مماس است «رأس» ({\displaystyle v}) آن نامیده می‌شود. خط نرمال بر رویه سهمی‌گون هذلولی در نقطهٔ {\displaystyle v} «محور» آن است.
سهمی‌گون هذلولی را به‌عنوان یک رویه انتقالی هم می‌توان ساخت.
برای این کار به دو منحنی (سهمی) نیاز است که می‌توان آن‌ها را با تقاطع رویه با دو صفحه هادی متناظر بدست آورد.

## خطوط رویه‌ای قوزکی
صفحهٔ مماس بر هر نقطهٔ {\displaystyle p} از یک رویه خط‌دار در خود خط رویه‌ای {\displaystyle g} را (که از نقطهٔ {\displaystyle p} می‌گذرد) خواهد داشت. این صفحه در اغلب موارد تنها در نقطهٔ {\displaystyle p} بر رویه خط‌دار مماس است. در برخی موارد صفحه در سراسر خط {\displaystyle g} بر صفحه مماس است. این خطوط رویه‌ای {\displaystyle g} «خط مولد قوزکی» نامیده می‌شوند. در مخروط‌گون‌ها، خطوط مولد قوزکی روی صفحهٔ تقارن رویه قرار دارند.
رویه‌های خط‌داری که تنها حامل خطوط مولد قوزکی باشند رویه گسترش‌پذیر نام دارند و سطوحی که اکثر خطوط رویه‌ای آن غیرقوزکی باشند به رویه‌های خط‌دار اریب موسومند. استوانه‌ها، مخروط‌ها، و رویه‌های خط‌داری که شامل مماس‌های منحنی‌های فضایی باشند از رویه‌های گسترش‌پذیرند.

## رویه‌های خط‌دار مضاعف
سهمی‌گون‌های هذلولی و هذلولی‌گون‌های یک‌پارچه هر کدام دو خانواده از خط‌های رویه‌ای مستقیم را در خود دارند. هر کدام از این خانواده‌های خطوط رویه‌ای مشترکاً کجند ولی همهٔ خط‌های رویه‌ای خانوادهٔ دیگر را قطع می‌کنند. این رویه‌ها رویه‌های خط‌دار مضاعف خوانده می‌شوند.
برای هر نقطهٔ {\displaystyle x} روی رویه خط‌دار مضاعف دو خط رویه‌ای {\displaystyle g_{x}} و {\displaystyle h_{x}} وجود دارد. این دو خط صفحهٔ مماس بر رویه در نقطهٔ {\displaystyle x} را تعریف می‌کنند.
می‌توان ثابت کرد سهمی‌گون‌های هذلولی و هذلولی‌گون‌های یک‌پارچه تنها رویه‌های خط‌دار مضاعف هستند.